# Volumnio Bandinelli
Volumnio Bandinelli (Siena, 1598 – Roma, 5 giugno 1667) è stato un cardinale e patriarca cattolico italiano.

## Biografia

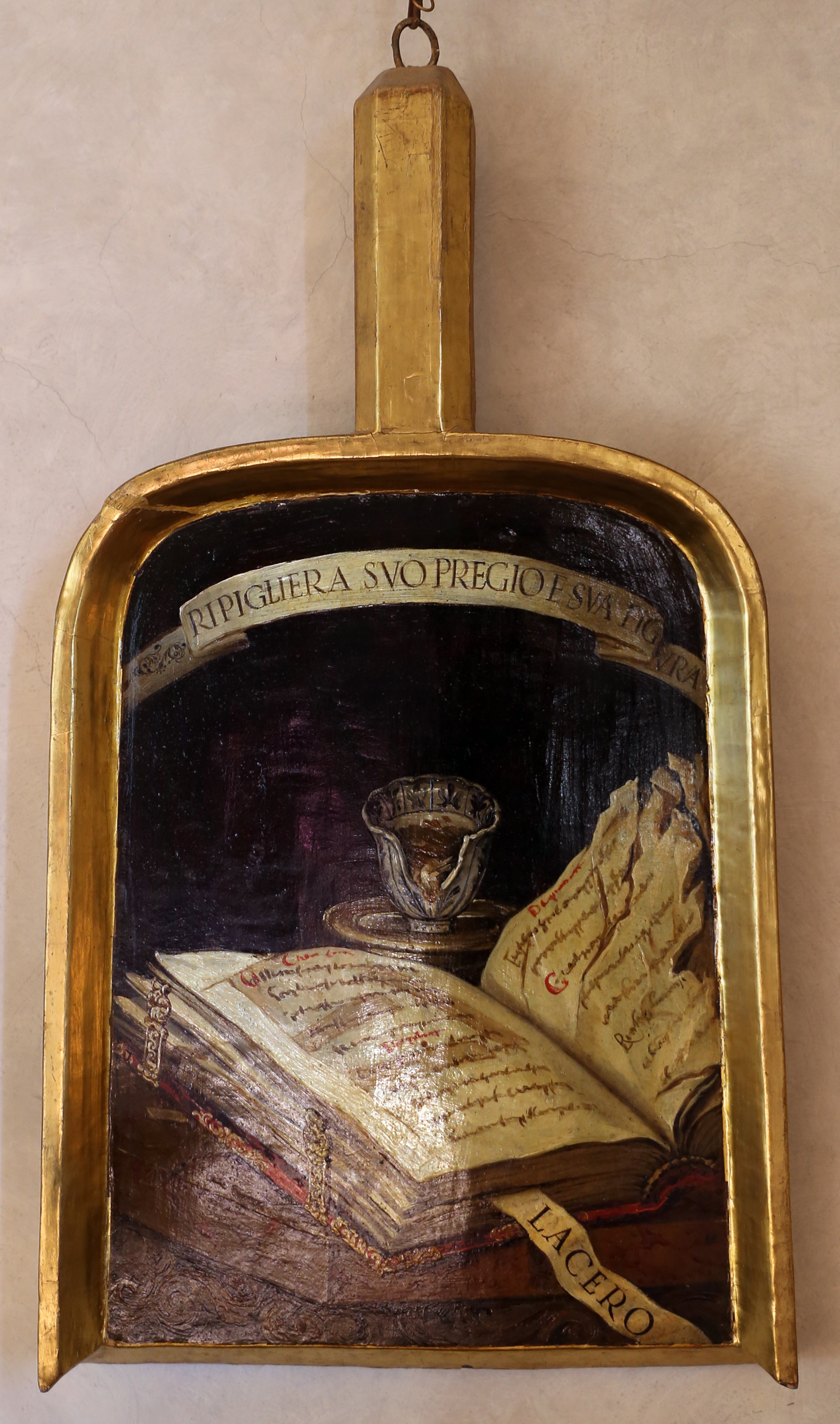
La pala di Volumnio Bandinelli (Lacero) all'Accademia della Crusca

Volumnio nacque a Siena nel 1598 da Alessandro, appartentente all'antica e nobile famiglia dei Bandinelli, e da Olimpia Rocchi.
Uomo di grande cultura, divenne membro dell'Accademia dei Percossi, creata nel 1639 a Firenze da Salvator Rosa, che si riuniva nella sua dimora della Croce al Trebbio per rianimare l'antica usanza delle Compagnie fiorentine, organizzando cene a tema in cui si recitavano satire e commedie all'improvvisa.
Nel biennio 1643-44 amministrò come deputato il Monte dei Paschi di Siena. Alla fine degli anni Quaranta ispirò la fondazione di un'Accademia del disegno tenuta a Siena, che ebbe tra i più assidui frequentatori il pittore Raffaello Vanni.
Nel 1649 fu nominato membro dell'Accademia dei filomati di Siena con il nome di “Pomposo”. Il 9 settembre 1650 entrò a far parte dell'Accademia della Crusca con il nome di “Rimpastato”, poi cambiato in quello di “Lacero”, e il motto “Ripiglierà suo pregio e sua figura”. Nello stesso periodo entrò alla corte del granduca di Toscana Ferdinando II de' Medici e nel 1655 divenne precettore del futuro granduca Cosimo.
Rimasto vedovo di Anna Patrizi, decise di farsi religioso. Trasferitosi a Roma nel 1656, nel 1657 fu ministro di Camera del pontefice. Il 10 giugno 1658 fu consacrato Patriarca di Costantinopoli dal cardinale Scipione Pannocchieschi.
Fu creato cardinale in pectore da papa Alessandro VII nel concistoro del 29 aprile 1658 e pubblicato dallo stesso pontefice nel concistoro del 5 aprile 1660.
Morì a Roma il 5 giugno 1667. Fu sepolto nella Basilica di San Giovanni in Laterano, ai piedi della tomba del suo antenato Alessandro III.

## Genealogia episcopale
La genealogia episcopale è:
- Cardinale Scipione Rebiba
- Cardinale Giulio Antonio Santori
- Cardinale Girolamo Bernerio, O.P.
- Arcivescovo Galeazzo Sanvitale
- Cardinale Ludovico Ludovisi
- Cardinale Luigi Caetani
- Cardinale Scipione Pannocchieschi d'Elci
- Cardinale Volumnio Bandinelli